# Jack Whatmough
Jack Whatmough, né le 19 août 1996 à Gosport, est un footballeur anglais qui évolue au poste de défenseur à Huddersfield Town.

## Biographie
Jack Whatmough est formé à Portsmouth. C'est à son 17e anniversaire qu'il signe son premier contrat professionnel avec son club formateur.
Le 4 juin 2021, il rejoint Wigan Athletic. Il marque son premier but avec le club le 18 septembre 2021.
Le 2 août 2023, Whatmough s'engage pour trois ans à Preston North End.

### En sélection
Il est international anglais des moins de 18 ans et moins de 19 ans.

## Palmarès

### En club
- Champion d'Angleterre de troisième division en 2022 avec Wigan

- Champion d'Angleterre de quatrième division en 2017 avec Wigan

- Finaliste de l'EFL Trophy en 2020 avec Portsmouth.

### Distinctions personnelles
- Membre de l'équipe type du Championnat d'Angleterre de troisième division en 2021-2022